# Trans-Colorado-Airlines-Flug 2286
Am 19. Januar 1988 verunglückte eine Fairchild Swearingen Metro auf dem Trans-Colorado-Airlines-Flug 2286, der unter der Flugnummer Continental-Express-Flug 2286 durchgeführt wurde, im Landeanflug auf den Flughafen in Durango (Colorado). Bei dem Unfall kamen 9 von 17 Personen an Bord ums Leben, darunter die beiden Piloten. Forensische Ermittlungen ergaben, dass der Kapitän zum Unfallzeitpunkt unter dem Einfluss von Kokain gestanden hatte. Es handelte sich um den ersten Zwischenfall, bei dem das NTSB Drogenmissbrauch als Faktor für einen Flugunfall feststellte.

## Flugzeug
Das verunglückte Flugzeug war eine Fairchild Swearingen Metro III Turboprop-Maschine aus dem Jahr 1981. Trans Colorado Airlines erwarb das Flugzeug im Jahr 1986. Die Maschine mit dem Luftfahrzeugkennzeichen N68TC hatte zum Zeitpunkt des Unfalls 12.000 Flugstunden absolviert. Der Metroliner verfügte weder über einen Flugdatenschreiber noch über einen Stimmenrekorder, diese waren zum Unfallzeitpunkt auch nicht durch die FAA vorgeschrieben. Nach dem Unfall schrieb die FAA den Einbau von Flugdatenschreibern in alle Flugzeuge vor, die Linienflüge durchführen.

## Flugverlauf
Die Maschine hob um 18:20 Uhr Ortszeit in Denver-Stapleton ab. Für den Flug nach Durango hatten 15 Passagiere in der Maschine Platz genommen. 
Um 18:53 Uhr erreichte der Flug seine Reiseflughöhe von 23.000 Fuß (ca. 7000 m). Die Flugsicherung informierte Flug 2286, dass in Durango schlechte Sicht herrsche, mit einer Wolkendecke auf 800 Fuß (ca. 240 m) Höhe, leichtem Schnee sowie Nebel. Um 19:00 stellte die Flugsicherung der Besatzung zur Wahl, entweder einen Instrumentenlandesystemanflug (ILS) auf Landebahn 2 durchzuführen oder ein Nicht-Präzisionsanflugverfahren auf Landebahn 20. Für den ILS-Anflug hätte die Maschine den Flughafen umfliegen und entgegen ihrer Flugrichtung landen müssen. Kapitän Stephen Silver, der dafür bekannt war, dass er auf verspäteten Flügen Zeit aufholen konnte, entschied sich für die Landung auf Bahn 20 in Flugrichtung, um Zeit zu sparen. Eine Landung dieser Art war komplizierter, da das bergige Gebiet vor der Landebahn mehrere Abstiegsphasen erforderte. Kapitän Silver ließ den Ersten Offizier Ralph Harvey den Anflug auf Durango durchführen.

## Unfall

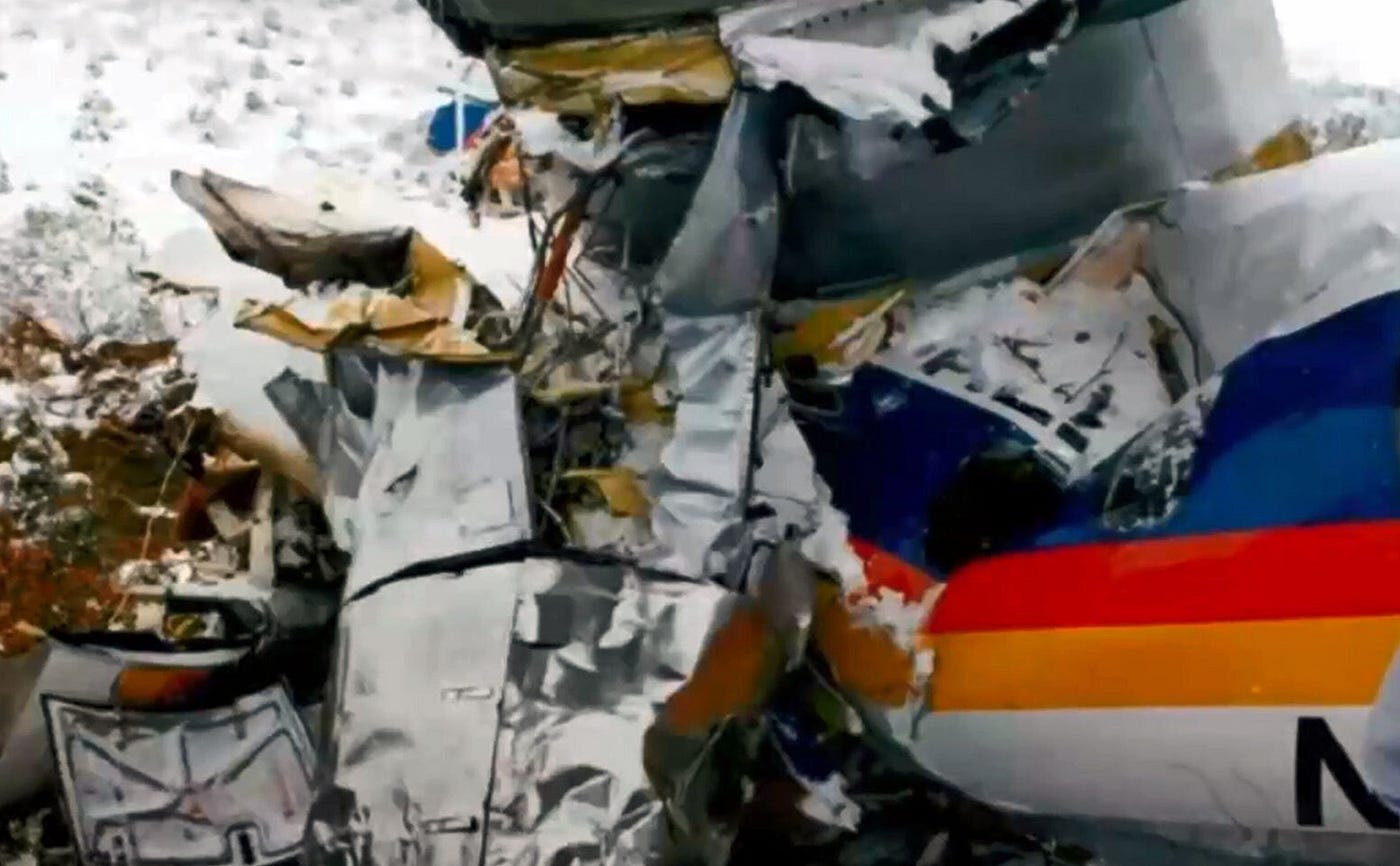
Das Wrack der Maschine

Um 19:03 Uhr erhielten die Piloten des Fluges 2286 die Freigabe, den Sinkflug aus 23.000 Fuß (ca. 7000 Meter) Höhe einzuleiten. Der Erste Offizier ließ die Maschine mit 3000 Fuß (ca. 900 Meter) pro Minute sinken, was dem Dreifachen der vorgesehenen Sinkgeschwindigkeit entsprach. Als die Piloten des Fluges 2286 um 19:14 Uhr die Freigabe für den Anflug auf Bahn 20 erhielten, meldete die Besatzung eine Flughöhe von 14.000 Fuß (ca. 4300 Meter). Die Maschine setzte den steilen Sinkflug fort, bis sie in einer verschneiten Hügellandschaft in etwa 5 Meilen (ca. 8 Kilometer) Entfernung vom Flughafen auf dem Boden aufsetzte, in die Luft hochgeschleudert wurde und dann wieder auf dem Boden aufschlug und über das Gelände schlitterte.
Bei dem Unfall wurden beide Piloten und sieben Passagiere getötet. Acht Passagiere überlebten den Absturz. Einer von ihnen wanderte eine Meile (ca. 1,6 Kilometer) durch den Schnee zur nächstgelegenen Straße, um Hilfe zu holen.

## Unfalluntersuchung

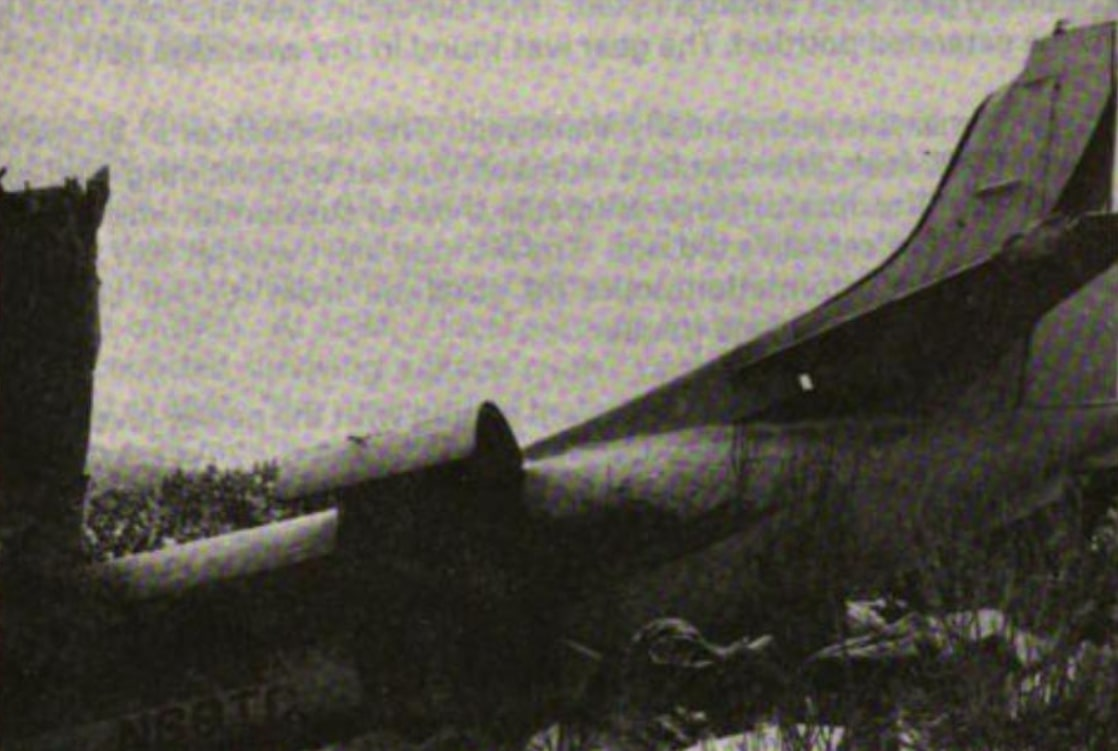
Das Heck der Maschine war nach dem Unfall erhalten geblieben, dort saßen die überlebenden Passagiere

Nach dem Unfall übernahm das NTSB die Ermittlungen. Die Ermittler erfuhren zunächst, dass der Erste Offizier Ralph Harvey zuvor durch Fahren unter Alkoholeinfluss aufgefallen war. Bei einer körperlichen Untersuchung am Vortag waren keine Hinweise darauf zu erkennen, dass Harvey unter Alkohol- oder Drogeneinfluss stand. Auch das Ergebnis einer forensischen Untersuchung seines Körpers war negativ. Die Ermittler befanden, dass der Erste Offizier jedoch von dem anspruchsvollen Anflugverfahren überfordert war.
Die Ermittler gingen anschließend der Frage nach, warum Kapitän Silver als hocherfahrener Pilot den abnorm steilen Sinkflug der Maschine nicht bemerkt hatte, geschweige denn einschritt. Im Verlauf der Untersuchung kontaktierte ein weiterer Pilot die Ermittler und berichtete, dass er eine Frau getroffen habe, die behauptet habe, die Verlobte von Kapitän Silver zu sein. Die Frau habe behauptet, mit Silver in der Nacht vor dem Unfall reichlich Kokain konsumiert zu haben. Vergeblich versuchten die Ermittler die Frau für eine Zeugenbefragung zu kontaktieren. Bei der Untersuchung von Blut- und Urinproben vom Körper des Kapitäns wurden Spuren von Kokain und dessen Metaboliten gefunden. Die Ermittler folgerten aus den Untersuchungen, dass Kapitän Silver 12 bis 18 Stunden vor dem Flug Kokain konsumiert, daraufhin nicht geschlafen habe und dass in der Folge seine Flugfähigkeit deutlich eingeschränkt gewesen war. Der Abschlussbericht wurde am 4. Februar 1989 veröffentlicht.

## Ähnliche Ereignisse
Weitere Zwischenfälle mit erwiesenem Konsum von psychoaktiven Substanzen durch einen oder mehrere Piloten:
- Aeroflot-Flug 821 (Alkohol)
- Aero-O/Y-Flug 311 (Alkohol)
- Japan-Air-Lines-Cargo-Flug 8054 (Alkohol)
- Absturz einer Cessna 402B am 25. August 2001 auf den Bahamas (Alkohol und Kokain)

## Die Katastrophe in den Medien
Der Unfall wurde in der kanadischen Fernsehserie Mayday – Alarm im Cockpit in der Episode Absturz in der Kälte (Staffel 16, Folge 6) aufgegriffen.